# Jezioro Solińskie
Jezioro Solińskie – zbiornik retencyjny położony na rzece San w województwie podkarpackim w pobliżu miejscowości Solina. Od północy otaczają go Góry Sanocko-Turczańskie, a od południa pasma Bieszczadów Zachodnich.

## Historia
Pierwszy projekt zagospodarowania hydroenergetycznego Sanu poprzez budowę zapory wodnej opracował w 1921 r. prof. Karol Pomianowski z Politechniki Warszawskiej (wcześniej: Politechniki Lwowskiej). Pierwsze rozpoznanie geologiczno-hydrologiczne w dolinie Sanu przeprowadzono jednak dopiero w latach 1936–1937, a dalsze prace przerwała II wojna światowa. Nowa koncepcja zabudowy doliny Sanu powstała w roku 1955 pod kierownictwem inż. Bolesława Kozłowskiego. Na miejsce wzniesienia zapory wybrano przewężenie doliny poniżej ujścia Solinki do Sanu, koło wsi Solina. Podczas napełniania zbiornika, zatopione zostały wsie Solina (jej historyczna lokacja, 49°23'09.8"N 22°27'04.9"E), Teleśnica Sanna, Horodek, Sokole, Chrewt i duża część Wołkowyi.
Budowę zapory rozpoczęto w 1960 r. Główne prace ziemne i roboty fundamentowe zakończono w 1964 r. W lipcu tegoż roku rozpoczęto wznoszenie korpusu zapory. Podstawowe prace betoniarskie przy zaporze zamknięto pod koniec lutego 1968 r. W międzyczasie trwała budowa budynku elektrowni i montaż urządzeń hydroenergetycznych. Wstępny rozruch pierwszej turbiny odbył się 9 marca 1968 r., a 20 lipca (dwa dni przed ówczesnym świętem 22 lipca) oddano zaporę do eksploatacji.
Generalnym projektantem całego kompleksu hydroenergetycznego był inż. Feliks Niczkie. Współpracowali z nim główni projektanci - inżynierowie: J. Matwiszyn i Z. Szymczak (konstrukcja zapory), R. Barucki i W. Neuman (architektura) oraz R. Wiśniowska i T. Owczarski (konstrukcja elektrowni). Przy budowie zapory, która trwała blisko 9 lat, pracowało ponad 2000 ludzi.
Pozostałości dawnej wsi Solina znajdują się obecnie na dnie obecnego zbiornika. Zapora w Solinie, która ma 81,8 m wysokości i 664 m długości, jest najwyższa w Polsce.

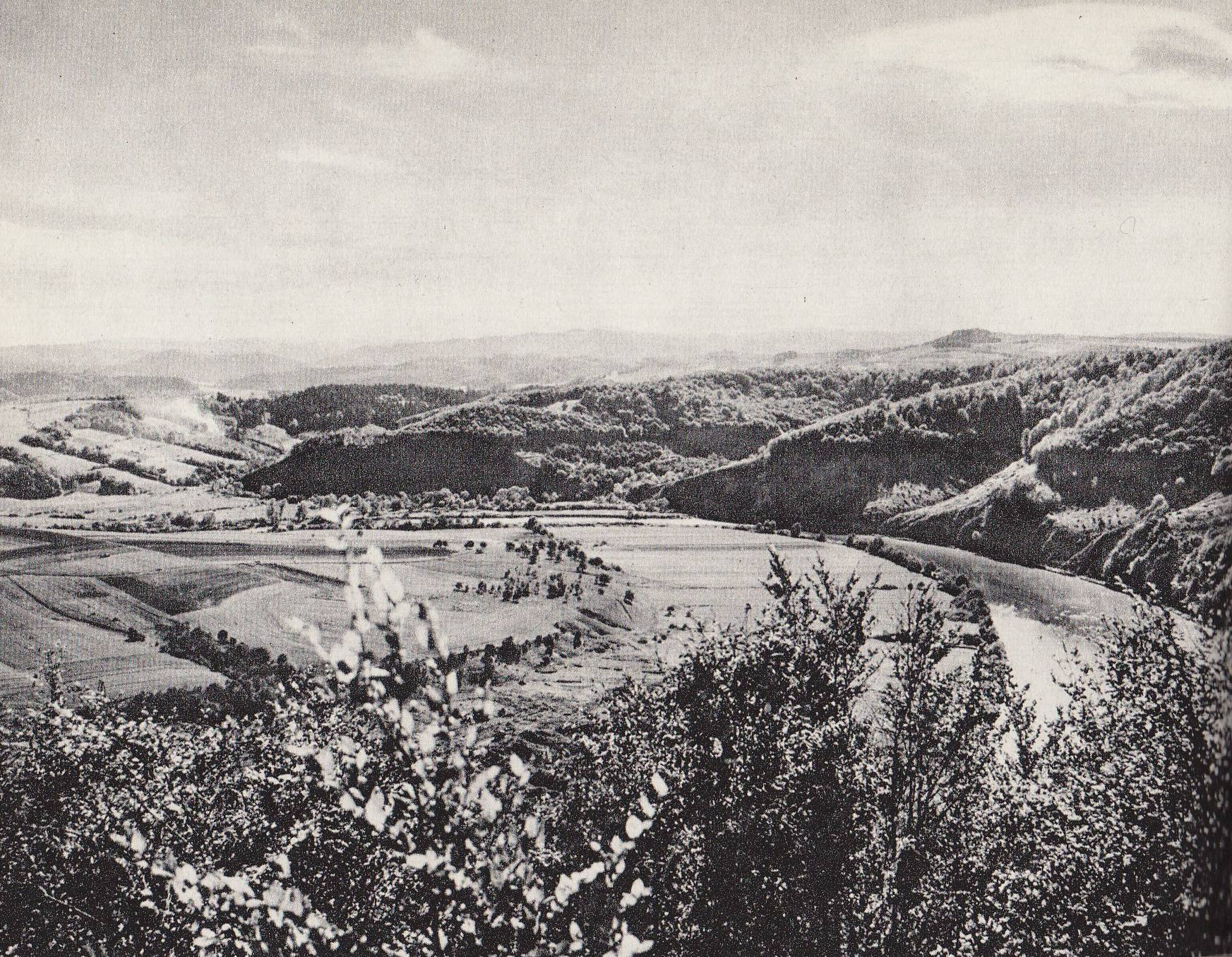
Obszar obecnego Jeziora Solińskiego podczas prac przy wznoszeniu zapory
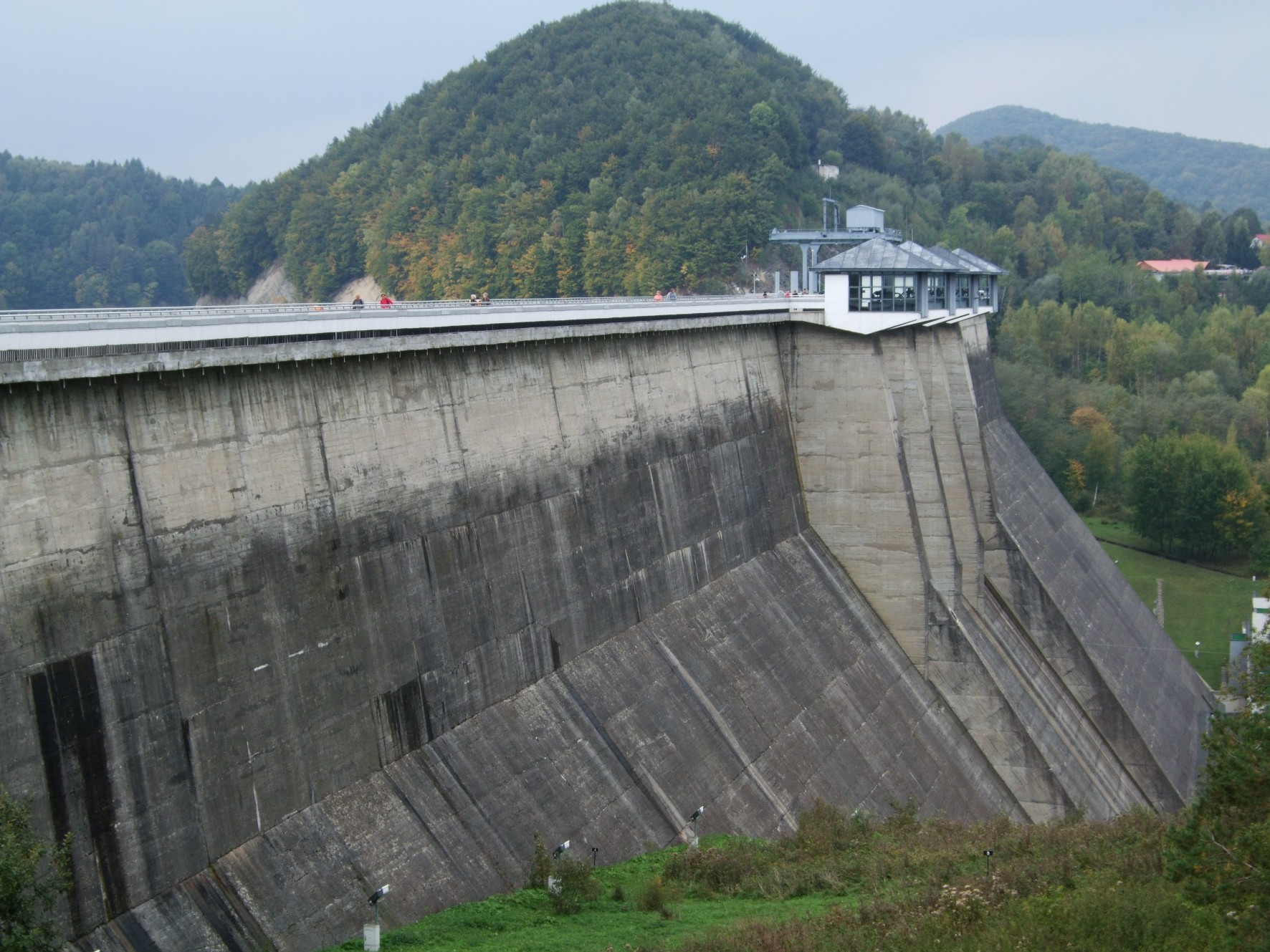
Zapora w Solinie
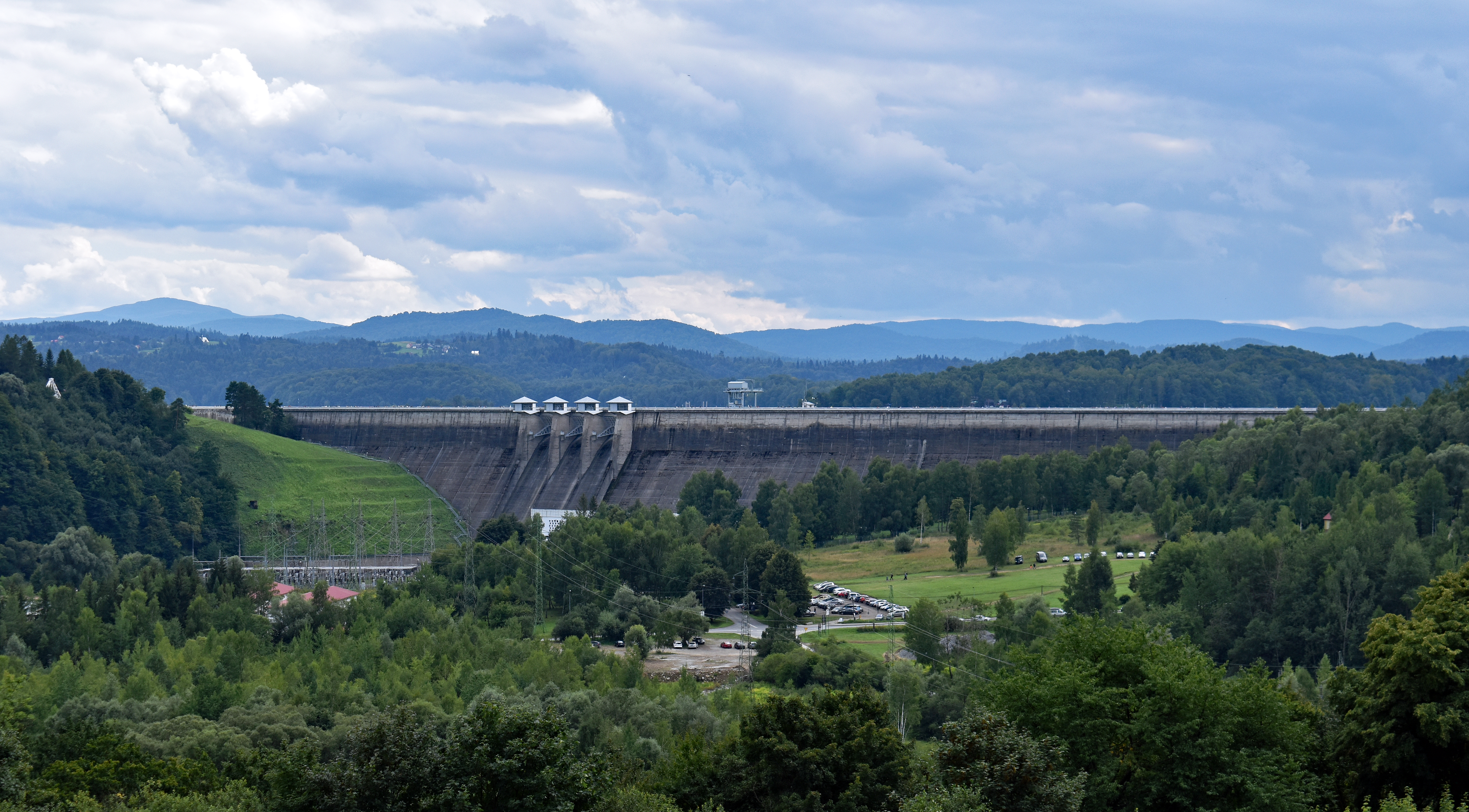
Zapora widziana z północnego wschodu.

## Charakterystyka
Zbiornik ma powierzchnię ok. 22 km² i największą w Polsce pojemność (472 mln m³). Jezioro ma bardzo rozwiniętą linię brzegową (ok. 166 km przy średnim stanie wody z lustrem na poziomie 420 m n.p.m.), z licznie występującymi zatoczkami – ujściami strumieni. Maksymalna głębokość zbiornika to 60 m przy zaporze. Poniżej zapory znajduje się elektrownia wodna o mocy 200 MW.
| Zapora                                                                                              | Zbiornik                                                                                 |
| --------------------------------------------------------------------------------------------------- | ---------------------------------------------------------------------------------------- |
| Typbetonowa z poszerzonymi fugami dylatacyjnymi Wysokość zapory82 m Długość664 m Kubatura760 000 m³ | Pojemność500 000 000 m³ Powierzchnia2200 ha Długość26,6 km Długość linii brzegowej166 km |

## Hydrologia
Średni przepływ w Sanie na wysokości zapory: 19,6 m³/s. Maksymalny zarejestrowany dopływ do jeziora: 1265 m³/s w lipcu 1984 r. (2004). Łączny wydatek urządzeń upustowych zapory wraz z elektrownią sięga przy nadpiętrzeniu 2600 m³/s. Przepływy znamionowe Q 1% – 1500 m³/s, Q 0,1% – 2250 m³/s, a Q 0,01% – 3000 m³/s.
Na skutek częstych zmian wysokości lustra wody oraz niszczącej działalności fal (abrazji) do zbiornika dostaje się ok. 200 tys. m³ materiału skalnego rocznie, powodując przyspieszone zasypywanie jeziora.

## Fauna zbiornika
W wodach zbiornika występuje obecnie duża rozmaitość gatunków ryb. Głównie spotykane są sandacze oraz okonie, ale również duże okazy boleni, leszczy i płoci, szczupaków, sumów, karpi i kleni. Liczne okazy dorodnych karpiowatych można obserwować w wodach jeziora z korony zapory: korzystają one tu z obfitego dokarmiania przez zwiedzających zaporę turystów.
Na skutek budowy zapory zaobserwowano liczne populacje płoci, uklei czy okonia, migrujące ze zbiornika w górę rzek i ich dopływów; gatunki te mogą stanowić zagrożenie (jako konkurenci lub drapieżcy) dla gatunków miejscowych, w tym dla pstrąga potokowego.

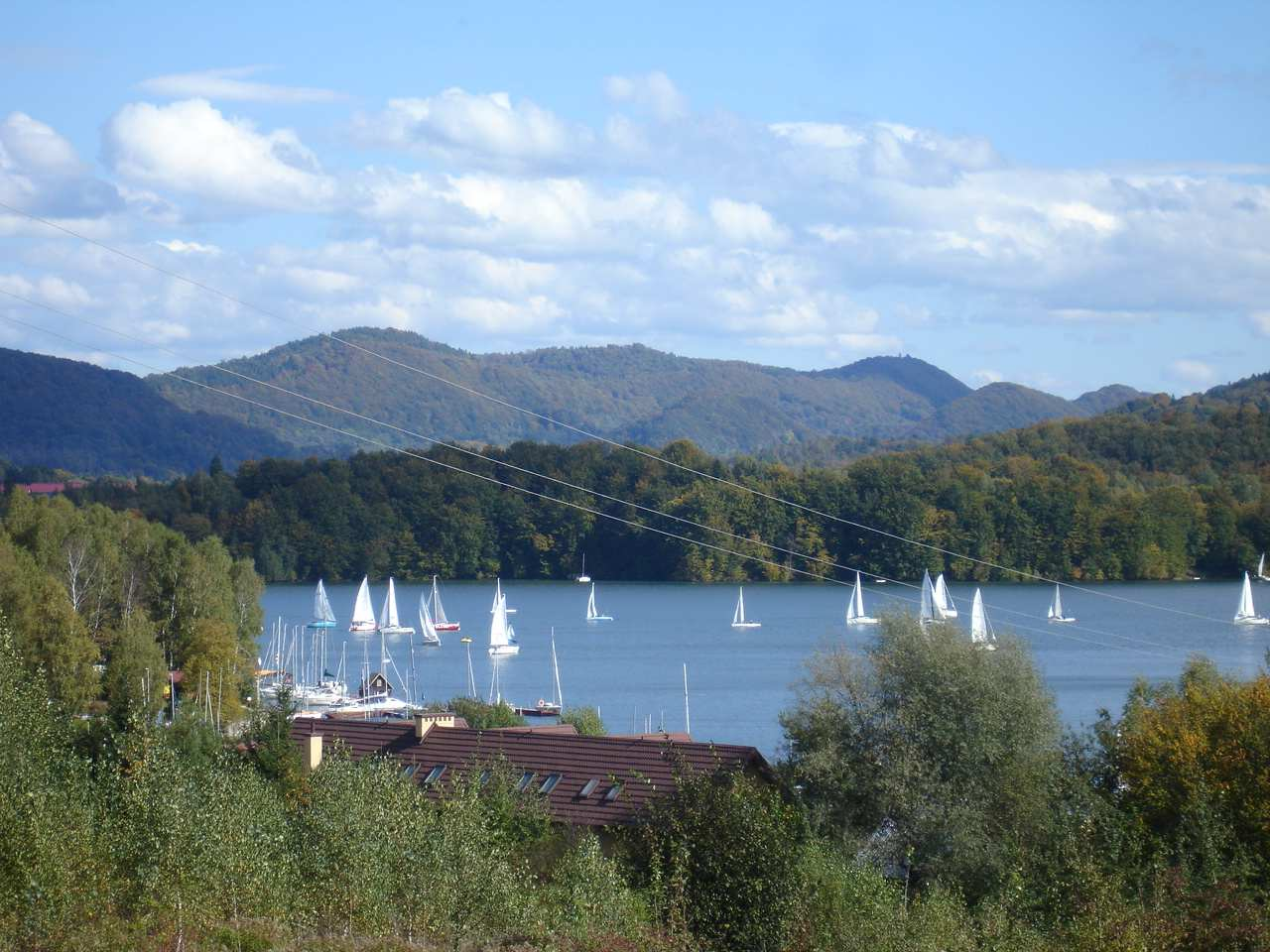
Polańczyk

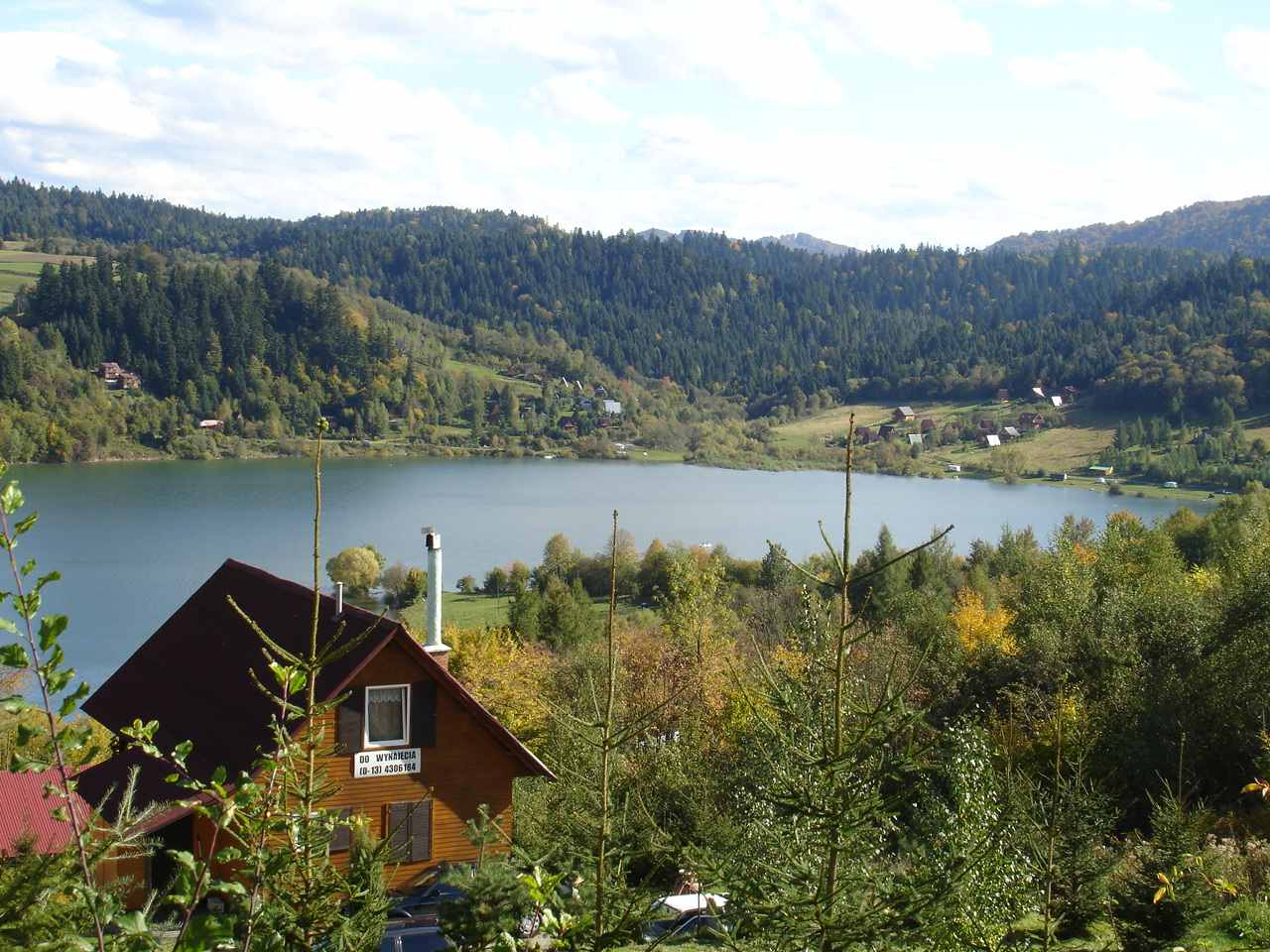
Wołkowyja

## Turystyka i rekreacja
Jezioro Solińskie odwiedzają turyści i wczasowicze. Na brzegach powstały ośrodki rekreacyjne, na zachodnim brzegu jeziora znajduje się miejscowość uzdrowiskowa Polańczyk. Poza wyznaczonymi kąpieliskami kąpiel jest niebezpieczna z powodu niedostępnych brzegów i przeszkód podwodnych. Na całym zbiorniku obowiązuje strefa ciszy (zakaz używania silników spalinowych nie dotyczy Policji i WOPR). Uprawiane jest żeglarstwo i windsurfing, jednak akwen nie należy do łatwych: jego szczególną cechą (w porównaniu z akwenami nizinnymi), spowodowaną rozczłonkowaniem tafli wody oraz wpływem wysokich brzegów, jest zmienność i nieprzewidywalność wiatrów. Większość nadających się do cumowania miejsc jest błotnista (z powodu wahań poziomu wody) lub kamienista. Poza okolicami Polańczyka na jeziorze znajduje się kilka dostępnych przystani o ograniczonej infrastrukturze. Zbiornik Soliński jest popularny wśród żeglarzy i kajakarzy ze względu na walory krajobrazowe i mniej „skomercjalizowany” charakter niż np. Kraina Wielkich Jezior Mazurskich. W sezonie letnim po jeziorze kursują statki wycieczkowe.
Polskie Koleje Linowe uruchomiły w 2022 roku kolej gondolową nad zaporą solińską. Górna stacja kolei znajduje się na górze Jawor, dolna stacja to Plasza. Całkowita długość trasy wynosi 1580 m, a różnica wysokości między stacjami to 100 metrów. Na zboczu góry Jawor wybudowano też wieżę widokową.

## Zatoki, wyspy i półwyspy
- Wyspa Energetyk
- Wyspa Zajęcza
- Wyspa Okresowa
- Wyspa Skalista
- Półwysep Brosa
- Półwysep Horodek
- Zatoka Karpiowa
- Zatoka Potoku Czarnego
- Zatoka Suchego Drzewa
- Zatoka Victoriniego